# Bārī Kolā
Bārī Kolā (persiska: باری كلا) är en ort i Iran.   Den ligger i provinsen Mazandaran, i den norra delen av landet, 110 km nordost om huvudstaden Teheran. Bārī Kolā ligger 81 meter över havet och antalet invånare är 546.
Terrängen runt Bārī Kolā är platt åt nordost, men åt sydväst är den kuperad.Runt Bārī Kolā är det ganska glesbefolkat, med 47 invånare per kvadratkilometer. Närmaste större samhälle är Āmol, 13,4 km öster om Bārī Kolā. Trakten runt Bārī Kolā består till största delen av jordbruksmark.